# 크리스 파파스 (미국 정치인)
크리스토퍼 찰스 파파스(Christopher Charles Pappas, 1980년 6월 4일 ~ )는 미국의 정치인이다.

## 학력
- 하버드 대학교 인문사회 학사

## 경력
- 2002.12 ~ 2004.12 제158대 뉴햄프셔 힐즈버러 카운티 제49선거구 하원의원
- 2004.12 ~ 2006.12 제159대 뉴햄프셔 힐즈버러 카운티 제8선거구 하원의원
- 2007.01 ~ 2011.01 힐즈버러 카운티 재무장관
- 2013.01 ~ 2019.01 뉴햄프셔 행정위원회 제4선거구 위원
- 2019.01 ~ 2025.01 제116·117·118·119대 미국 뉴햄프셔주 제1선거구 연방하원의원

## 역대 선거 결과
| 선거명      | 직책명                                         | 대수  | 정당   | 득표율 | 득표수    | 결과 | 당락                            |
| ----------- | ---------------------------------------------- | ----- | ------ | ------ | --------- | ---- | ------------------------------- |
| 2002년 선거 | 하원의원 (뉴햄프셔 힐즈버러 카운티 제49선거구) | 158대 | 민주당 | 8.86%  | 2,720표   | 6위  | 뉴햄프셔 주의원 당선            |
| 2004년 선거 | 하원의원 (뉴햄프셔 힐즈버러 카운티 제8선거구)  | 159대 | 민주당 | 20.38% | 2,762표   | 1위  | 뉴햄프셔 주의원 당선            |
| 2012년 선거 | 뉴햄프셔 행정위원회 (뉴햄프셔 제4선거구)       | -대   | 민주당 | 52.89% | 63,641표  | 1위  | 뉴햄프셔주 행정위원회 위원 당선 |
| 2014년 선거 | 뉴햄프셔 행정위원회 (뉴햄프셔 제4선거구)       | -대   | 민주당 | 52.07% | 44,500표  | 1위  | 뉴햄프셔주 행정위원회 위원 당선 |
| 2016년 선거 | 뉴햄프셔 행정위원회 (뉴햄프셔 제4선거구)       | -대   | 민주당 | 49.32% | 64,497표  | 1위  | 뉴햄프셔주 행정위원회 위원 당선 |
| 2018년 선거 | 하원의원 (뉴햄프셔 제1선거구)                  | 116대 | 민주당 | 53.56% | 155,884표 | 1위  | 뉴햄프셔주 하원의원 당선        |
| 2020년 선거 | 하원의원 (뉴햄프셔 제1선거구)                  | 117대 | 민주당 | 51.32% | 205,606표 | 1위  | 뉴햄프셔주 하원의원 당선        |
| 2022년 선거 | 하원의원 (뉴햄프셔 제1선거구)                  | 118대 | 민주당 | 54.00% | 167,391표 | 1위  | 뉴햄프셔주 하원의원 당선        |
| 2024년 선거 | 하원의원 (뉴햄프셔 제1선거구)                  | 119대 | 민주당 | 54.00% | 218,582표 | 1위  | 뉴햄프셔주 하원의원 당선        |

## 참고 자료
- 위키미디어 공용에 크리스 파파스 관련 미디어 분류가 있습니다.